# Публий Корнелий Сципион Назика Коркул
Вижте пояснителната страница за други личности с името Публий Корнелий Сципион.
Публий Корнелий Сципион Назика Коркул (на латински: Publius Cornelius Scipio Nasica Corculum) e политик и сенатор на Римската република през 2 пр.н.е.
Произлиза от прочутия клон Сципион на влиятелната фамилия Корнелии. Син е на Публий Корнелий Сципион Назика (консул 191 пр.н.е.) и Цецилия Метела, вероятно дъщеря или роднина на Квинт Цецилий Метел.
През 162 пр.н.е. Коркул е избран за консул заедно с Гай Марций Фигул. През 155 пр.н.е. е избран отново за консул заедно Марк Клавдий Марцел и подчинява далматите.
През 159 пр.н.е. Коркул е цензор заедно с Марк Попилий Ленат; 150 пр.н.е. e pontifex maximus, 147 и 142 пр.н.е. princeps senatus.
Коркул се жени за втората си братовчедка Корнелия Африканска Старша, първата дъщеря на Сципион Африкански. Техният син Публий Корнелий Сципион Назика Серапион e консул през 138 пр.н.е.